# إدوارد كاسبر ستوكس
وهو سياسي أمريكي ينتمي إلى (الحزب الجمهوري) ولد إدوارد كاسبر ستوكس في 22 ديسمبر من سنة 1860 في ولاية بنسلفانيا الأمريكية تخرج ستوكس من جامعة بروان في سنة 1883 كان إدوارد كاسبر ستوكس حاكما لولاية نيوجرسي الأمريكية في الفترة ما بين 17 يناير من عام 1905 إلى 21 يناير من عام 1908 توفي إدوارد كاسبر ستوكس 4 نوفمبر من سنة 1942.